# Veyrins-Thuellin
Veyrins-Thuellin este o comună în departamentul Isère din sud-estul Franței. În 2009 avea o populație de 1.856 de locuitori.

## Evoluția populației
| An        | 1975  | 1982  | 1990  | 1999  | 2006  | 2009  |
| --------- | ----- | ----- | ----- | ----- | ----- | ----- |
| Populație | 1.261 | 1.315 | 1.328 | 1.482 | 1.722 | 1.856 |